# Pondok Cina
Pondok Cina is een bestuurslaag in het regentschap Depok van de provincie West-Java, Indonesië. Pondok Cina telt 15.013 inwoners (volkstelling 2010).